# Каліново (Ломжинський повіт)
Каліново (пол. Kalinowo) — село в Польщі, у гміні Пйонтниця Ломжинського повіту Підляського воєводства.
Населення — 384 особи (2011).
У 1975—1998 роках село належало до Ломжинського воєводства.

## Демографія
Демографічна структура станом на 31 березня 2011 року:
|          | Загалом | Допрацездатний вік | Працездатний вік | Постпрацездатний вік |
| -------- | ------- | ------------------ | ---------------- | -------------------- |
| Чоловіки | 197     | 35                 | 140              | 22                   |
| Жінки    | 187     | 46                 | 99               | 42                   |
| Разом    | 384     | 81                 | 239              | 64                   |